# Autocaravanismo
Autocaravanismo é uma modalidade que se tem se desenvolvido na Europa desde os anos 60, em especial logo no início da década, com a adaptação de furgões - as motocasas - seja de forma artesanal, seja industrial, como foi o caso do modelo Westfalia, da Volkswagen Kombi, que permitiria a vida e a pernoita no seu interior, bem como a elaboração de refeições, dispondo por isso de cozinha, frigorífico, armários, cama e outras facilidades. 

## História
Modernamente o autocaravanismo constitui uma modalidade híbrida de turismo, que se pode processar com estacionamento para pernoita de modo livre, ou seja em qualquer local não proibido, ou em locais especialmente adequados para o efeito, incluindo parques de campismo. 
Para a pratica do autocaravanismo é essencial a utilização de uma autocaravana, que é basicamente uma caravana colocada com adaptação industrial sobre um chassis de um portador, como é o caso dos furgons comerciais mais comuns, ou de um veículo similar. 
Existem várias modalidades de autocaravanas, como seja o caso da autovivenda, designação dada aos furgões especialmente adaptados, os modelos ditos integrais, em que existe uma carroçaria envolvente de todo o habitáculo do condutor e da parte habitacional, os modelos de capucine, ou capuchinho, em que existe uma parte habitacional sobreposta à cabine do condutor e ainda os modelos perfilados, em que a parte de habitação se prolonga no perfil da cabine. 
Existem ainda outras modalidades como o caso de autocarros de passageiros modificados, e os módulos independentes e amovíveis a colocar em veículos todo o terreno e em camionetes.
Em Portugal e na Europa o autocaravanismo tem vindo a afirmar-se como uma modalidade em franco crescimento, quer quanto à evolução da qualidade dos veículos portadores, entre eles a Fiat, a Mercedes, a Ford e a Iveco, como do design e funcionalidade da parte dita de caravana, quer por parte do movimento dos autocaravanistas. 
Em Portugal os autocaravanistas são representados pela Associação Autocaravanista de Portugal - CPA, fundada a 25 de janeiro de 1990, pelo Clube de Campismo e Caravanismo de Barcelos, fundado em 29 de Junho de 1972 (membro da FCMP -  Federação de Campismo e Montanhismo de Portugal e da F.I.C.C. - Fédération Internationale de Camping, Caravaning et Autocaravaning)  e pela FPA - Federação Portuguesa de Autocaravanismo, fundada em 20 de Junho de 2011, que é membro efectivo da FICM - Federation International de Clubes de Motorhomes e da ANT - Associação Nacional de Turismo, constituída pelos Clube Autocaravanista Itinerante (CAI), Clube Autocaravanista Saloio (CAS) e pelo Clube Gardingo de autocaravanismo (CGA), bem como outros clubes que têm fomentado a autorregulação e o conhecimento desta forma itinerante de turismo. O CAS, o CAI e o CGA são membros fundadores da FPA. Começam a surgir também grupos no facebook ou blogs, com o objectivo de dar a conhecer aos autocaravanistas regiões que possam visitar caso do espaço autocaravanista Alentejano, Portal AuToCaRaVaNiStA, etc.
Também as autoridades oficiais, em especial as câmaras municipais começam a desenvolver áreas de serviço que permitam (de forma gratuita ou paga) o reabastecimento de água e electricidade das autocaravanas, bem como a evacuação das águas sujas, seja as cinzentas (saponificadas da cozinha e do banho) ou as águas negras (da retrete). 
Do mesmo modo alguns parques de campismo iniciaram a instalação de áreas de serviço para captar os autocaravanistas com a prestação deste serviço independentemente de pernoitarem ou não nas suas instalações. 
De salientar como maior acontecimento Autocaravanista em Portugal, e com grande projeção fora de portas, a Maior Peregrinação em Autocaravana do Mundo no Santuário de Fátima, integrado no Dia Nacional do Autocaravanista, com a presença habitual da nossa Padroeira, Nª Sª da Guia dos Autocaravanistas, oficializada na Basílica da Santíssima Trindade em 13 de Dezembro de 2013. De salientar igualmente que este acontecimento, conta anualmente com milhares de autocaravanistas, que preenchem os principais parques do Santuário, a saber: Parques - 3,4,5,6,11,12,13.
Desde a 1ª edição em 2013 vem em crescendo até aos dias de hoje, com milhares de autocaravanistas presentes.